# Metec Continental Cyclingteam/2012
Deze pagina geeft een overzicht van de Metec Continental Cyclingteam wielerploeg in 2012.

## Algemeen
Sponsors: Metec
Algemeen Manager: Michel Megens
Ploegleiders: Allard Engels, Joost Koop en Niels de Blauw
Fietsmerk: Zannata

## Renners
| Naam               | Geboortedatum | Nationaliteit | Ploeg 2011                               |
| ------------------ | ------------- | ------------- | ---------------------------------------- |
| Umberto Atzori     | 07-01-1988    | Nederland     |                                          |
| Jurrien Bosters    | 30-04-1991    | Nederland     |                                          |
| Dex Groen          | 08-08-1990    | Nederland     |                                          |
| Luc Hagenaars      | 27-07-1987    | Nederland     | Team Eddy Merckx-Indeland                |
| Dries Hollanders   | 31-07-1986    | België        | per 1-8 Stagiair Verandas Willems-Accent |
| Peter Koning       | 03-12-1990    | Nederland     |                                          |
| Adrie Lindeman     | 21-10-1985    | Nederland     |                                          |
| Paul Moerland      | 23-03-1993    | Nederland     |                                          |
| Flavio Pasquino    | 24-06-1973    | Nederland     |                                          |
| Elmar Reinders     | 14-03-1992    | Nederland     |                                          |
| Dennis Smit        | 18-02-1981    | Nederland     |                                          |
| Bob van den Hengel | 30-05-1993    | Nederland     |                                          |
| Joey van Rhee      | 14-11-1992    | Nederland     |                                          |
| Jeff Vermeulen     | 07-10-1988    | Nederland     |                                          |
| Robin Wennekers    | 27-06-1992    | Nederland     |                                          |
| Jeffrey Wiersma    | 20-04-1987    | Nederland     |                                          |

## Belangrijke overwinningen
Olympia's Tour
3e etappe Jeff Vermeulen
Koers van de Olympische Solidariteit
1e etappe Jeff Vermeulen
2012 ·
2013